# Ute de Naumbourg
La statue d'Ute de Naumbourg (Uta von Naumburg en allemand) est une statue célèbre de la cathédrale de Naumbourg en Allemagne figurant la margravine de Misnie, Uta de Ballenstedt (1000-1046), cofondatrice de la cathédrale, avec son époux le margrave Ekkehard II. Cette statue est l'une des plus fameuses de la période gothique allemande, et aurait inspiré le dessin du personnage de la marâtre de Blanche-Neige et les Sept Nains de Walt Disney.
C'est la plus connue des douze statues en pied qui se trouvent autour du chœur.

## La sculpture

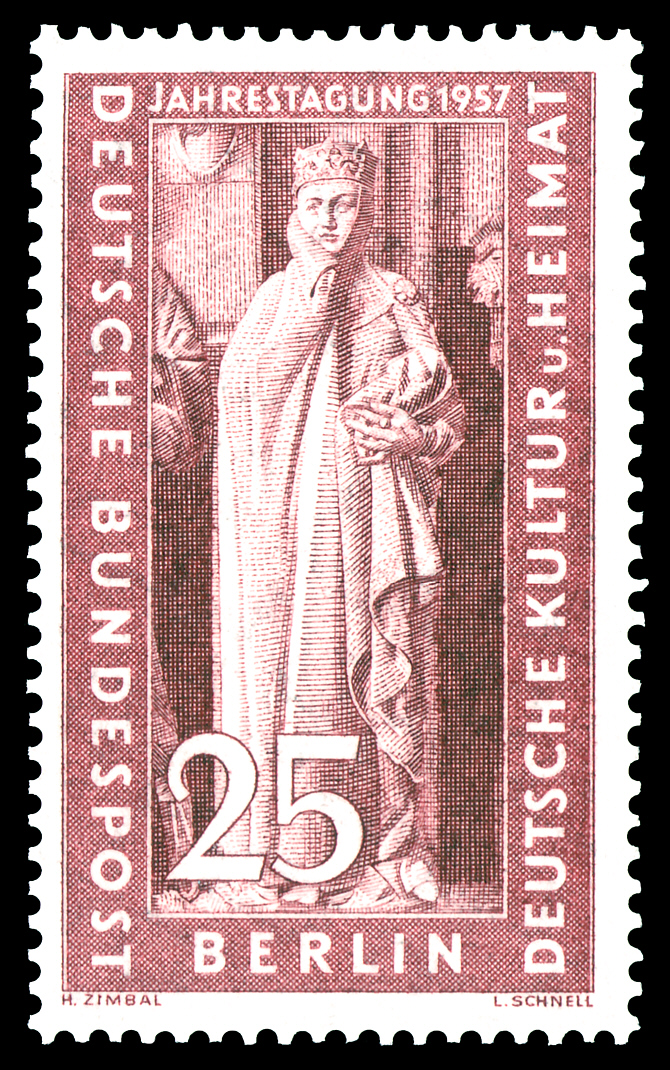
Timbre émis par la poste ouest-allemande en 1957.

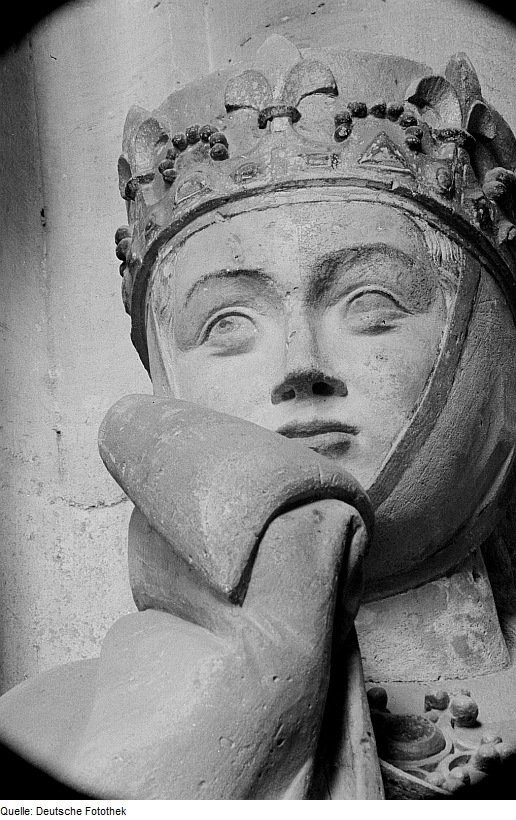
Détail du visage d'Ute de Naumbourg.

Cette sculpture est l'œuvre du maître de Naumbourg et date des années entre 1243 et 1249. Elle appartient à une époque culminante de la statuaire gothique qui s'est développée en Allemagne à partir de 1200 environ. Elle se caractérise, plus qu'à l'époque romane, par une figuration plus marquée de la personnalité et s'attache à dépeindre une beauté noble et sereine, reflet d'une âme élevée. Elle est aussi plus humaine, le maître de Naumbourg ne dédaigne pas par exemple représenter d'autres statues esquissant un sourire. Il présente ici une jeune femme belle, au fin nez droit, le regard limpide et franc tourné légèrement de côté vers le maître-autel, lieu de la présence de son Seigneur, avec une petite bouche dessinant une légère moue, pour donner une idée de caractère décidé. Le maître excelle à faire deviner la psychologie des personnages figurés, dont celui-ci, par un détail de l'expression du visage ou du maintien.
Le fait de placer dans le chœur les statues individualisées des fondateurs et de hauts personnages laïcs, est inhabituel et nouveau, la tradition étant de n'y placer que le Christ, la Vierge ou des saints. Il semble que le maître de Naumbourg soit à la fois le sculpteur et aussi l'architecte de la cathédrale, ce qui explique ce parti-pris dans la construction. 
La jeune femme représentée a la tête ceinte d'une couronne à fleur de lys sertie de pierres précieuses et de perles, par-dessus sa coiffe à bandeaux de lin, caractéristique des femmes mariées du XIIIe siècle, recouvrant les cheveux, les oreilles et le menton. Elle rappelle par son attitude et son vêtement la statuaire des cathédrales de Reims, de Paris ou d'Amiens. Elle porte une tenue d'hiver : un manteau rouge bordé d'or doublé d'une fourrure de vair, donnant une impression de dignité. Il recouvre une sorquaine de soie d'un rouge plus pâle que le manteau, avec une broche d'or agrafée à la gorge. La margravine a le bras droit dissimulé sous le manteau. Elle replie l'avant-bras vers le haut pour atteindre son col de la main que l'on devine sous l'étoffe, dans un geste élégant et plein de retenue. Sa main gauche aux doigts fuselés et bagués tient le pan du bas de son manteau relevé sur la taille.

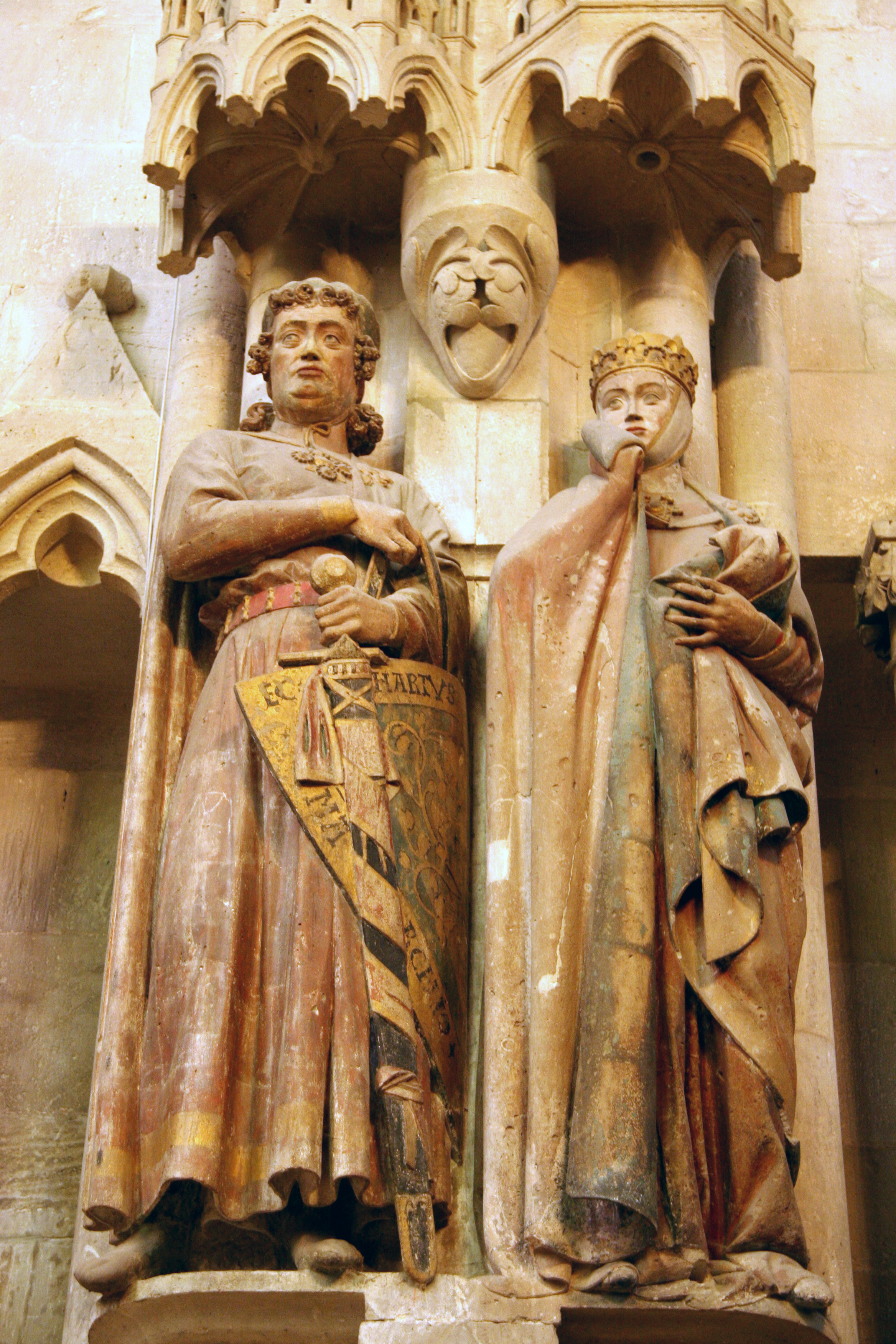
Statues en pied d'Ekkehard II de Misnie et de son épouse Ute de Ballenstedt.

Le maître de Naumbourg a saisi la différence des structures, des étoffes, des filigranes et des détails de l'anatomie avec une précision extraordinaire.
L'arrivée de la photographie dans la seconde moitié du XIXe siècle a contribué à populariser la beauté de cette statue qui a souvent représenté l'idéal de la beauté féminine allemande pour les générations précédant notre époque.

## Influence
Lorsqu'Umberto Eco répond à la question de savoir qui personnalise le mieux l'idéal de la beauté féminine, il affirme qu'il s'agit sans aucun doute pour lui d'Ute de Naumbourg.
Il semblerait que Walt Disney se soit inspiré de son costume pour le personnage de la méchante belle-mère dans son dessin animé de Blanche-Neige et les Sept Nains sorti en 1937.